# Agnac
Agnac település Franciaországban, Lot-et-Garonne megyében. Lakosainak száma 476 fő (2022. január 1.). Agnac Eymet, Bourgougnague, Roumagne, Saint-Pardoux-Isaac és La Sauvetat-du-Dropt községekkel határos.

## Népesség
A település népességének változása:
| Lakosok száma | 350  | 408  | 381  | 392  | 475  | 441  | 422  | 421  | 439  | 476  |
|               | 1968 | 1982 | 1990 | 2006 | 2013 | 2015 | 2017 | 2019 | 2020 | 2022 |